# Telescopio newtoniano

Telescopio newtoniano.

El telescopio Newtoniano o telescopio de Newton es un tipo de telescopio reflector inventado por el científico británico Sir Isaac Newton (1642-1727), usando un espejo primario cóncavo y un espejo secundario de plano diagonal. El primer telescopio reflector de Newton fue completado en 1668 y se trata de su primer telescopio reflector funcional conocido. El diseño simple del telescopio newtoniano hace que sea muy popular entre los creadores de telescopios aficionados.

## Historia
La idea de Newton de hacer un telescopio reflector no era nueva. Anteriormente, Galileo Galilei y Giovanni Francesco Sagredo habían discutido usando un espejo como objetivo formador de la imagen poco después de la invención del telescopio refractor, y otros, como Niccolo Zucchi, afirmaban haber experimentado con la idea ya en el año 1616. Newton pudo haber leído el libro de James Gregory Óptica Promota, publicado en 1663, en el cual se describe el diseño del telescopio reflector usando espejos parabólicos (un telescopio que Gregory había estado intentando fabricar sin éxito).

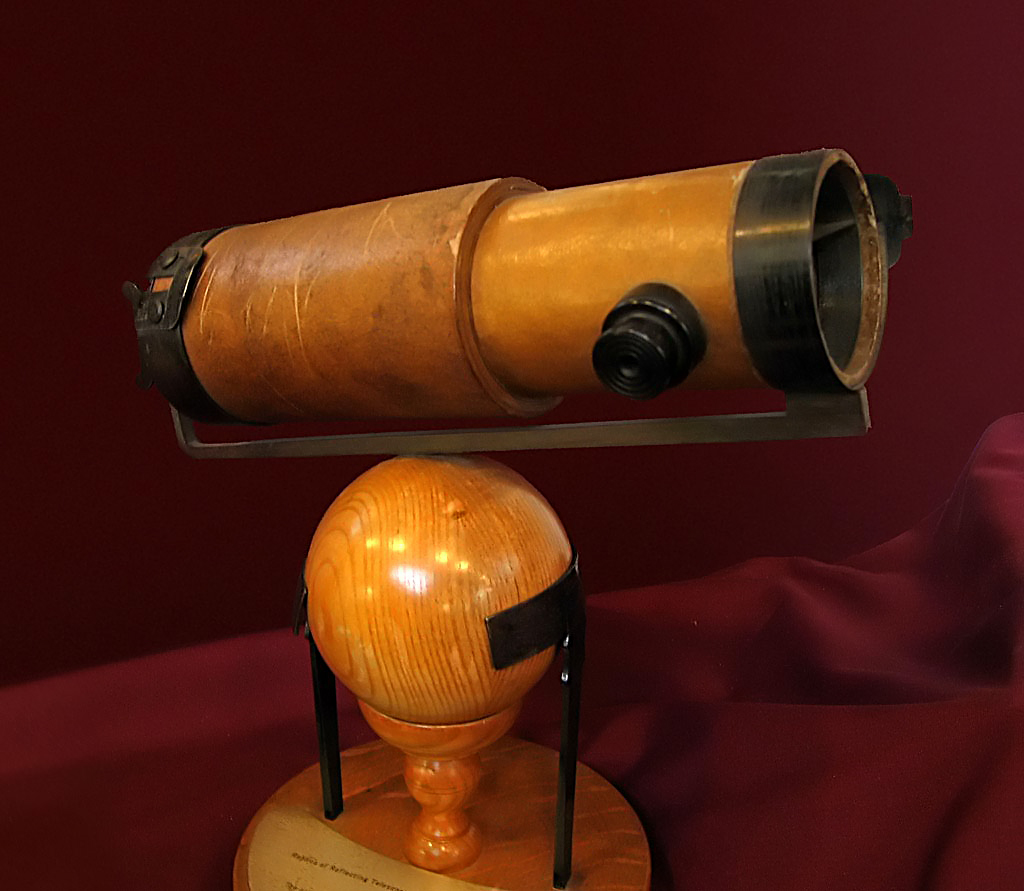
Una réplica del segundo telescopio reflector de Newton, el cual fue presentado a la Royal Society en 1672.

Newton fabricó su telescopio reflector ya que sospechaba que podría probar su teoría de que la luz blanca está compuesta del espectro de colores. La distorsión del color (aberración cromática) fue el principal fallo de los telescopios refractores en la época de Newton, y existen varias teorías para explicar su causa. A mediados de la década de 1660, mientras trabajaba en la teoría del color, Newton concluyó que este fallo era causado por las lentes de los telescopios refractores comportándose como los prismas con los que estaba experimentando, dividiendo la luz blanca en un arco iris de colores alrededor de brillantes objetos astronómicos. Si esto era cierto, entonces la aberración cromática podía ser eliminada fabricando un telescopio que no usara una lente – un telescopio reflector.
A finales de 1668, Isaac Newton fabricó su primer telescopio reflector. Eligió una aleación (espéculo de metal) de estaño y cobre como los materiales más adecuados para su espejo objetivo. Después ideó un método para dar forma al espejo y pudo haber sido el primero en usar un pitch lap para pulir la superficie óptica. Eligió una forma esférica para su espejo en lugar de una parabólica para simplificar la construcción, aunque introduciría aberración esférica, pero seguiría corrigiendo la aberración cromática. Añadió a su reflector lo que es el sello del diseño de un telescopio newtoniano, es decir, un espejo secundario diagonal montado cerca de foco del espejo primario para reflejar la imagen en un ángulo de 90 ° a un ocular montado en el lateral del telescopio. Este añadido único permitió que la imagen pudiera ser vista con mínima obstrucción del espejo objetivo. También hizo el tubo, montura, y accesorios. La primera versión de Newton tenía un espejo primario de 33,02 mm de diámetro y una relación focal de f/5. Descubrió que el telescopio trabajaba sin distorsionar el color y que podía ver las cuatro lunas de Galileo de Júpiter y la fase creciente de Venus con dicho telescopio. Isaac Barrow, amigo de Newton, mostró un segundo telescopio a un pequeño grupo de la Royal Society a finales de 1671. Quedaron tan impresionados con él que se lo enseñaron a Carlos II de Inglaterra en enero de 1672. Newton fue admitido como seguidor de la sociedad ese mismo año.
Como Gregory antes que él, Newton encontró difícil construir un reflector efectivo. Era difícil moler el espéculo de metal para una curvatura regular. La superficie también se deslustraba rápidamente; la consiguiente baja reflectividad del espejo y también su pequeño tamaño hacía que la visión a través del telescopio fuera muy tenue en comparación con telescopios refractores contemporáneos. Debido a estas dificultades en la construcción, el telescopio reflector newtoniano inicialmente no tuvo gran aceptación. No fue hasta cincuenta años después, en 1721, que John Hadley mostró un modelo muy mejorado a la Royal Society. Hadley había resuelto muchos de los problemas en la construcción del espejo parabólico. Su telescopio newtoniano con un espejo de 150 mm de diámetro era comparable con los grandes telescopios aéreos de aquella época. El tamaño de los telescopios reflectores creció rápidamente, con diseños que duplicaban el diámetro del espejo primario cada 50 años más o menos.

## Ventajas

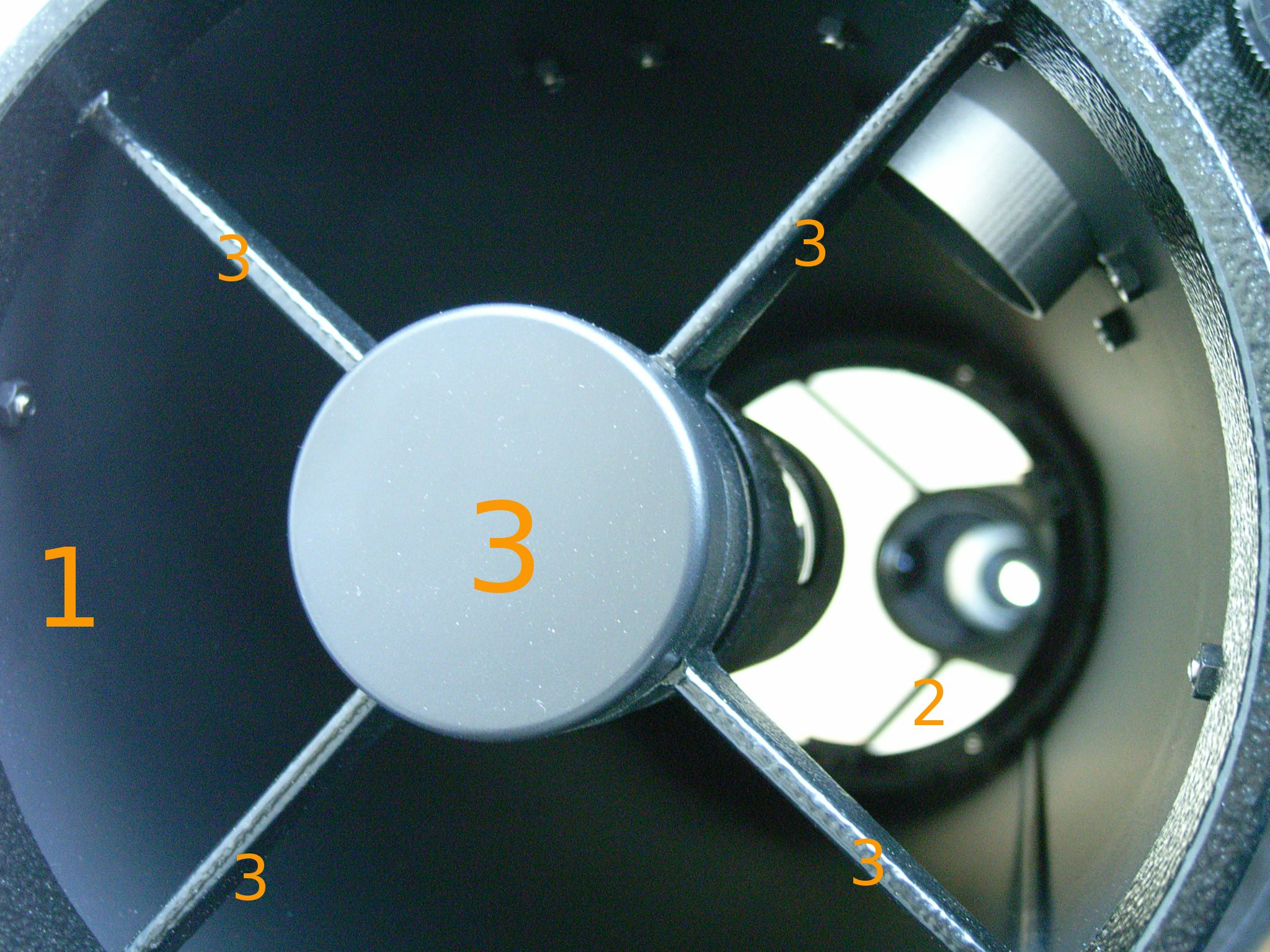
Conjunto óptico newtoniano que muestra el tubo (1), el espejo primario (2), y el soporte del espejo diagonal secundario (también llamado "soporte araña") (3).

No sufre aberración cromática, a diferencia del telescopio refractor.
Es normalmente más barato, para un objetivo dado de cualquier diámetro (apertura), que un telescopio de otro tipo de calidad comparable.
Sólo tienen una superficie que necesita ser pulida para crear una forma compleja, por lo que el proceso de fabricación resulta más sencillo que en otros diseños (Los telescopios gregoriano, Cassegrain y los primeros reflectores tenían dos superficies que necesitaban ser pulidas, mientras que los objetivos de los reflectores acromáticos posteriores disponían de cuatro superficies que tenían que ser pulidas).
Permite obtener un razón focal pequeña de forma fácil, lo que supone un mayor campo de visión.
El ocular está situado en la parte superior del telescopio que, junto a razones f pequeñas, permite un sistema de montaje mucho más compacto, reduciendo el costo y añadiendo portabilidad.

## Desventajas
Los telescopios newtonianos, como otros diseños de telescopios reflectores que usan espejos parabólicos, sufren de coma, que da como resultado que las fuentes puntuales fuera de eje, como por ejemplo estrellas, pueden aparecer distorsionadas con forma de cometa. Los telescopios con una relación focal de f/6 o menor (f/5 por ejemplo) se considera que tienen serios problemas de coma para uso visual o fotográfico. Los espejos primarios con baja relación focal pueden combinarse con lentes que corrijan el coma para aumentar la nitidez.

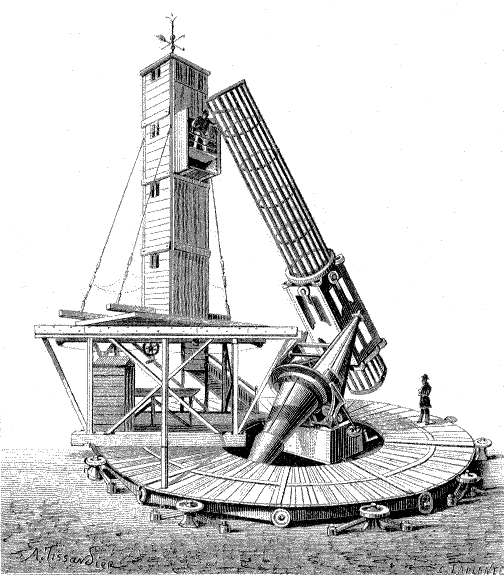
Un reflector newtoniano grande de 1873 con una estructura para acceder a la lente.

También tienen una obstrucción central debida al segundo espejo en la trayectoria de la luz. Esta obstrucción y también la difracción de punta, causada por la estructura de soporte del espejo secundario, reduce el contraste. Visualmente, estos efectos pueden ser reducidos usando un soporte de dos o tres patas. Esto reduce la intensidad de difracción de los lóbulos laterales en un factor en torno a cuatro y ayuda a mejorar el contraste de la imagen, con la desventaja de que los soportes circulares son más sensibles a las vibraciones del viento.
En los telescopios portables la colimación puede ser un problema. El espejo primario y secundario pueden desalinearse a causa de los golpes en el transporte y la manipulación del mismo. Esto hace que en ocasiones sea necesario realinear los espejos cada vez que se utiliza. Otros diseños como refractores y catadióptricos (específicamente el telescopio de Maksútov) han solucionado el problema de la colimación.
El plano focal se encuentra en un punto asimétrico y en la parte superior del conjunto del tubo óptico. Para la observación visual, sobre todo en monturas de telescopios ecuatoriales, la orientación del tubo puede poner el ocular en una posición de visión muy pobre, y los telescopios más grandes requieren escaleras o estructuras de apoyo para acceder a él. Algunos diseños proporcionan mecanismos para girar el soporte del ocular o el conjunto del tubo entero a una posición mejor. Para telescopios de investigación muy pesados hay que tener en cuenta medidas de contrapeso.

## Galería

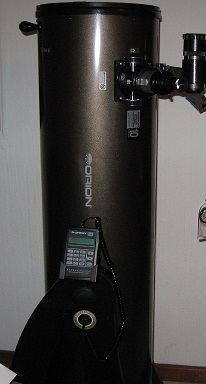
Reflector newtoniano
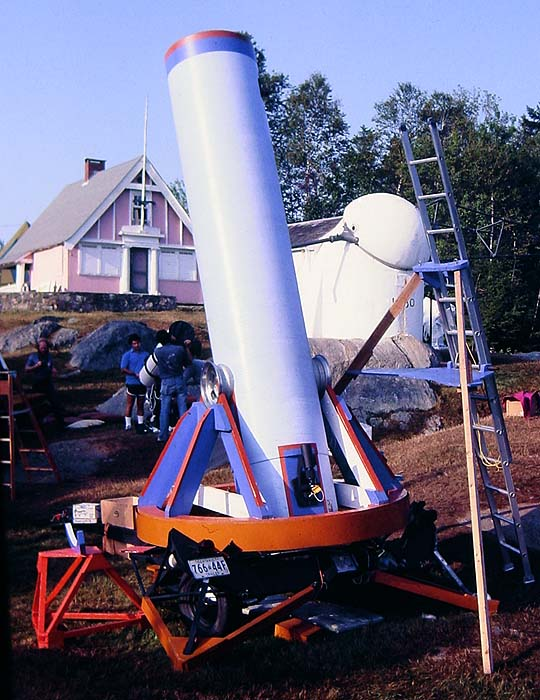
Telescopio newtoniano grande montado en un remolque y su escalera
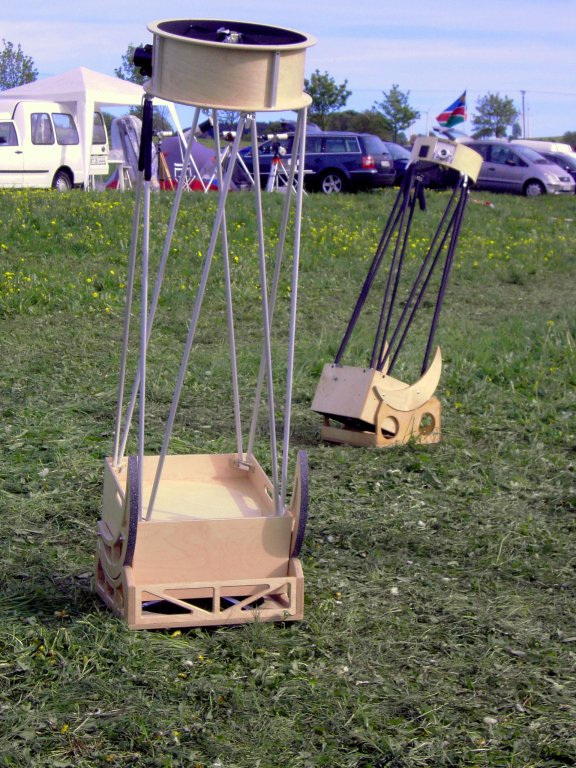
Telescopio Truss-tube Dobson newtoniano
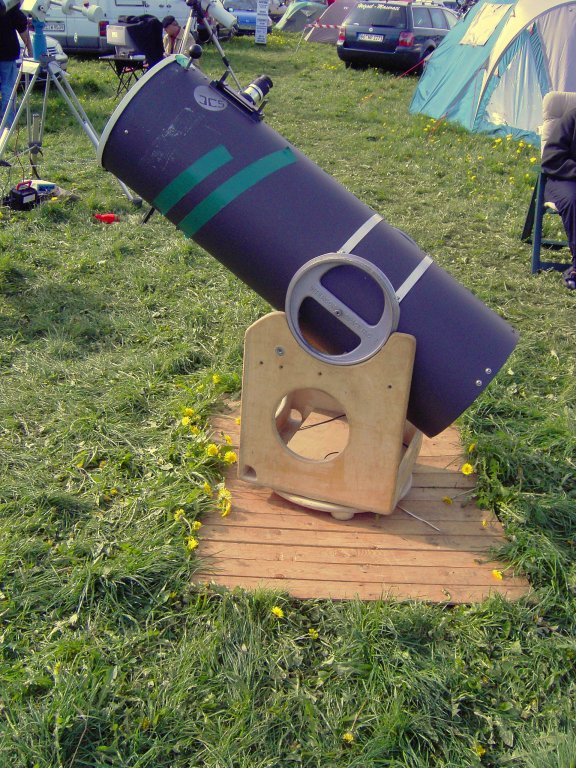
Telescopio newtoniano en una montura altazimutal
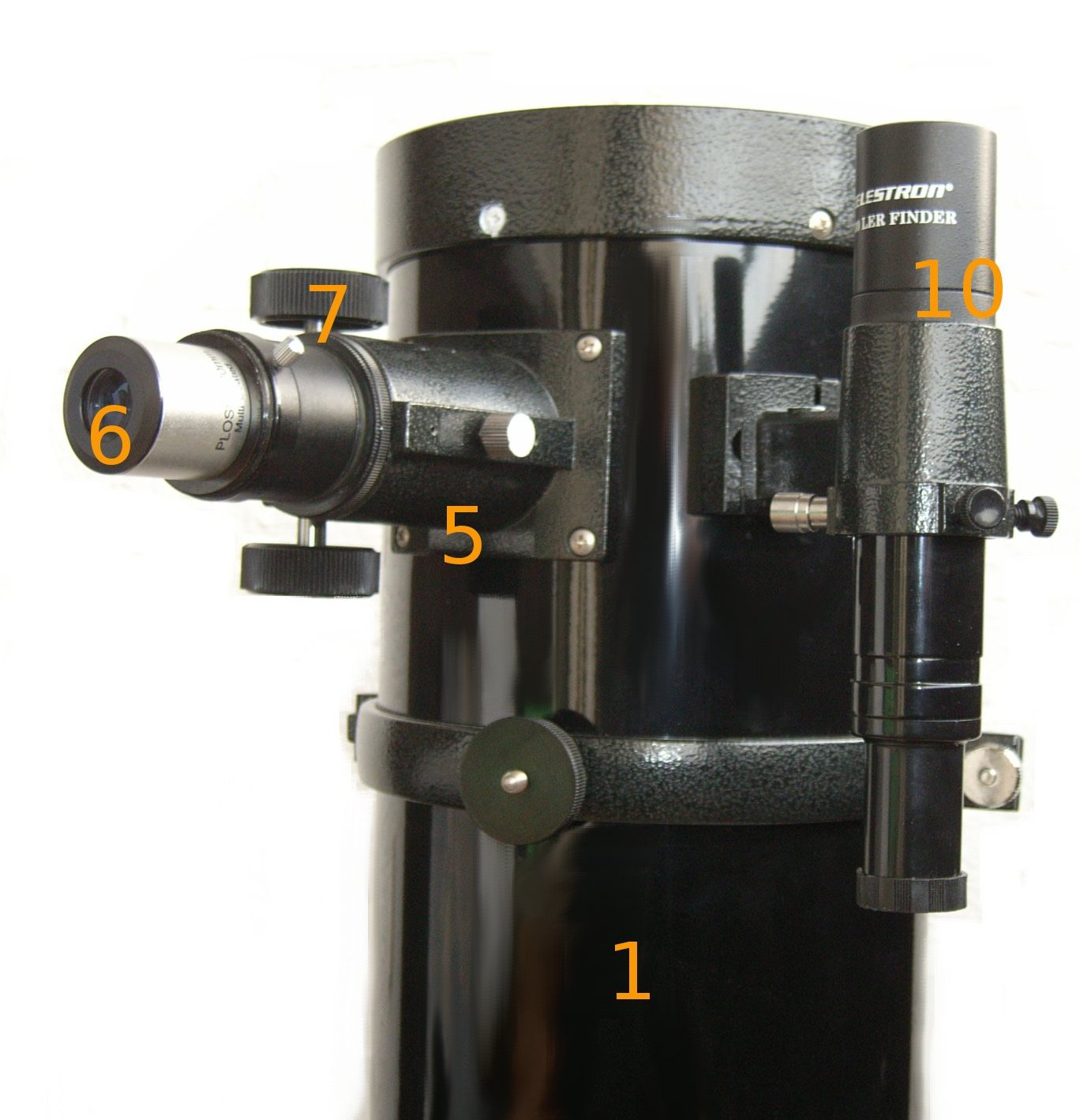
Montura ocular newtoniana
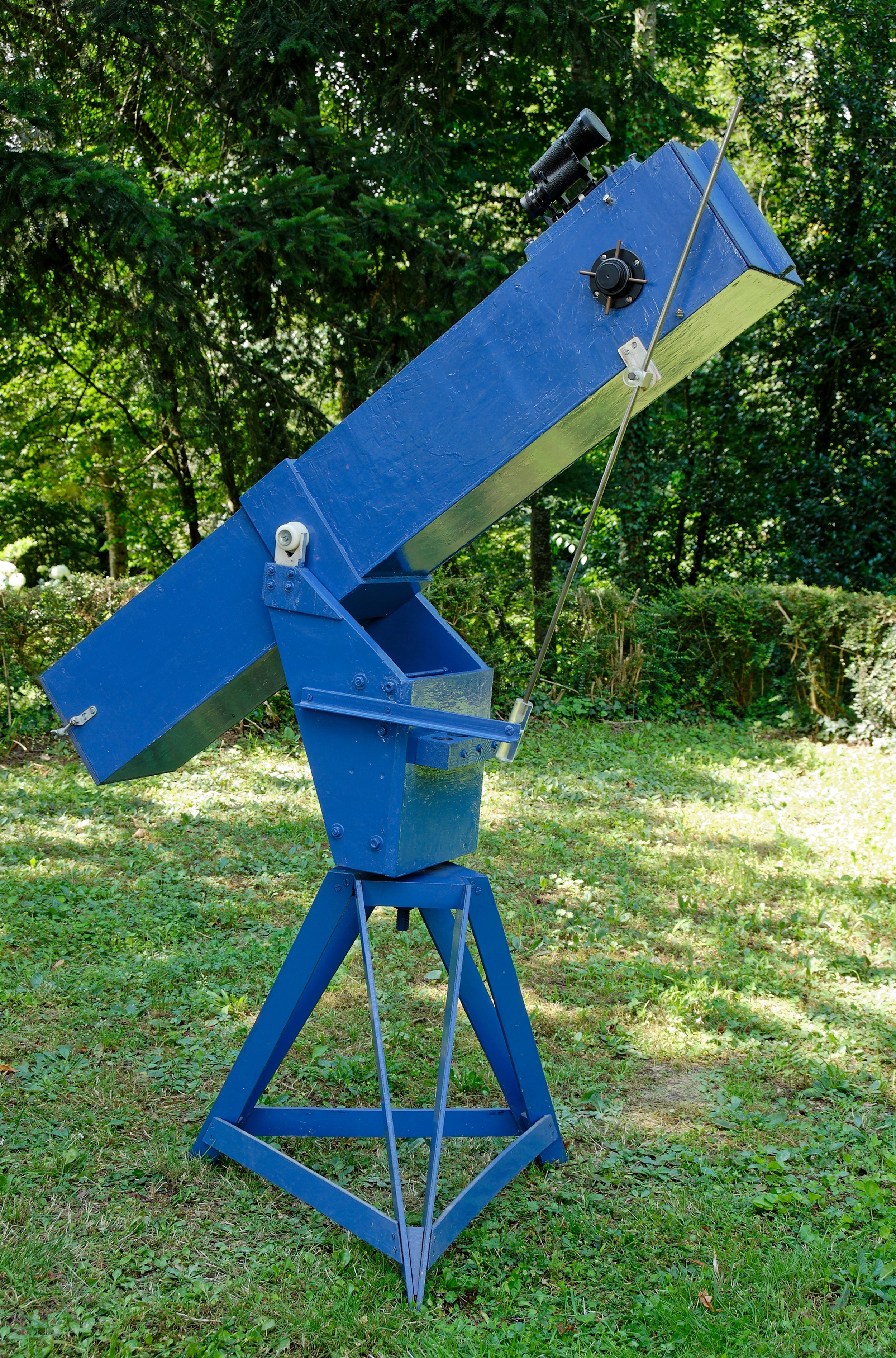
Telescopio newtoniano de 150mm fabricado por un aficionado
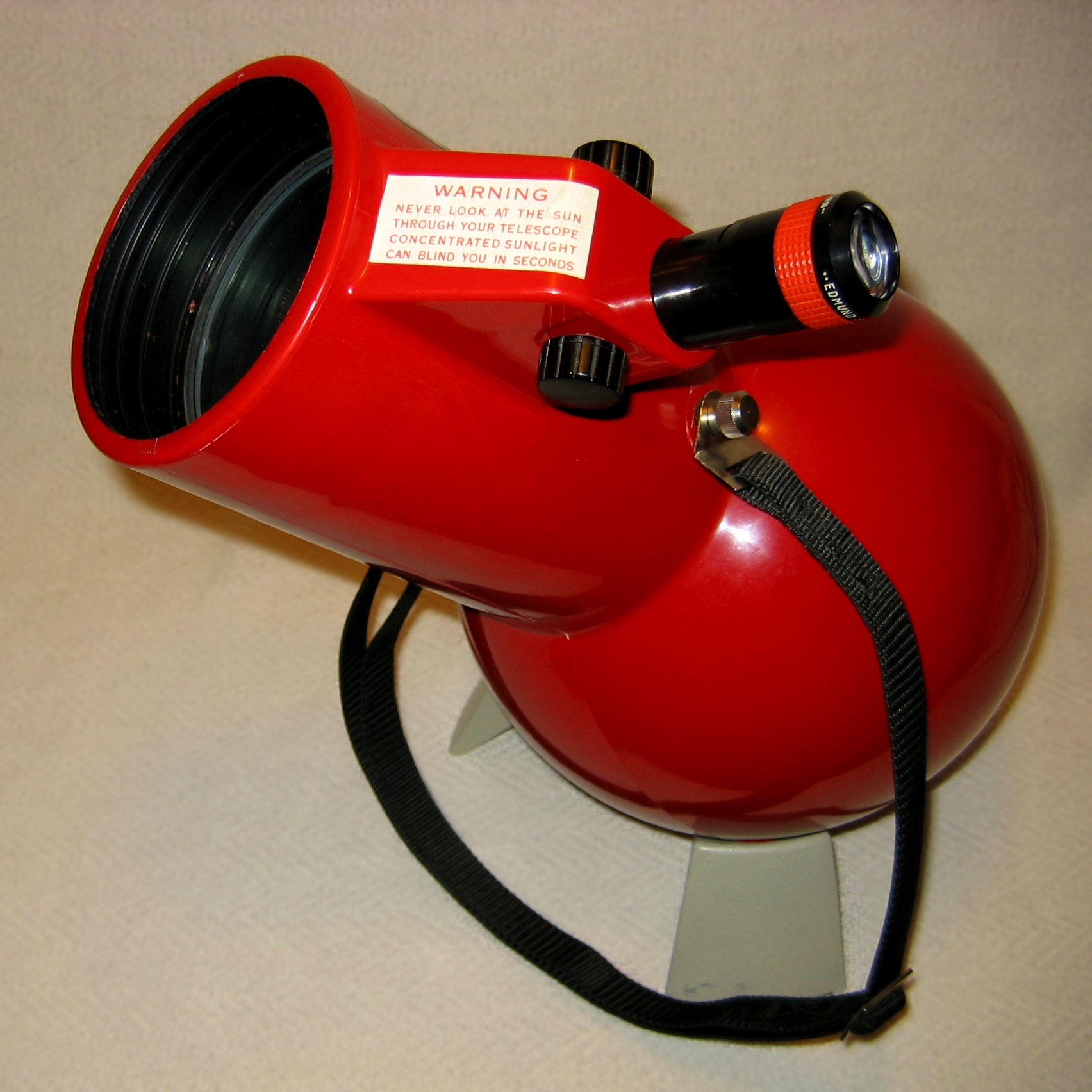
Astroscan, un reflector newtoniano comercial de gran angular
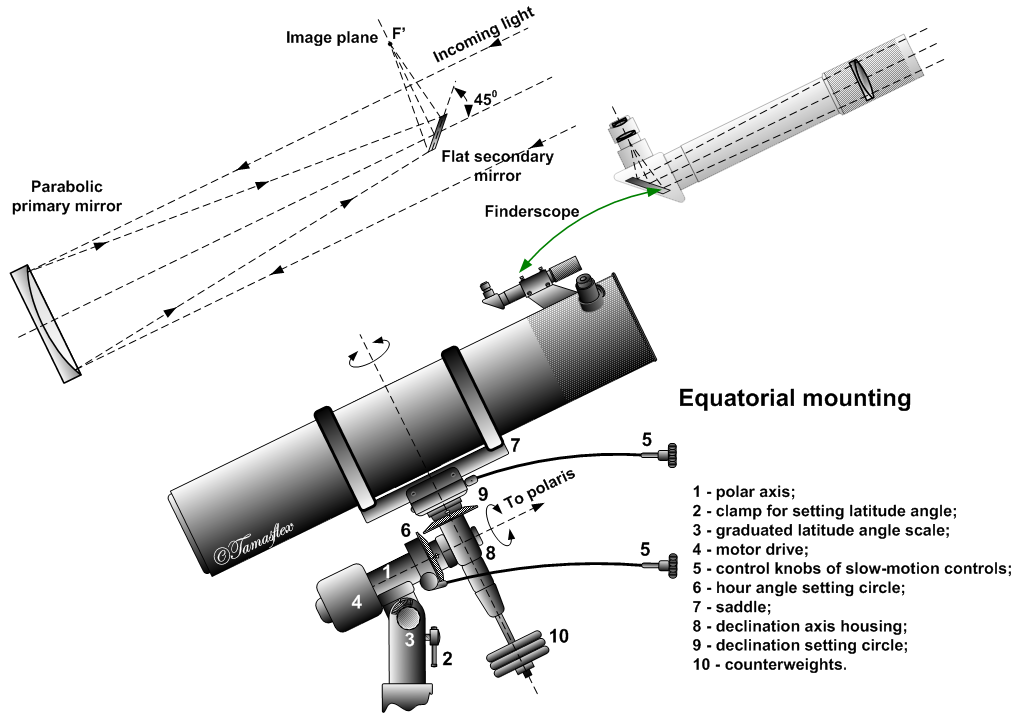
Esquema de un reflector newtoniano comercial
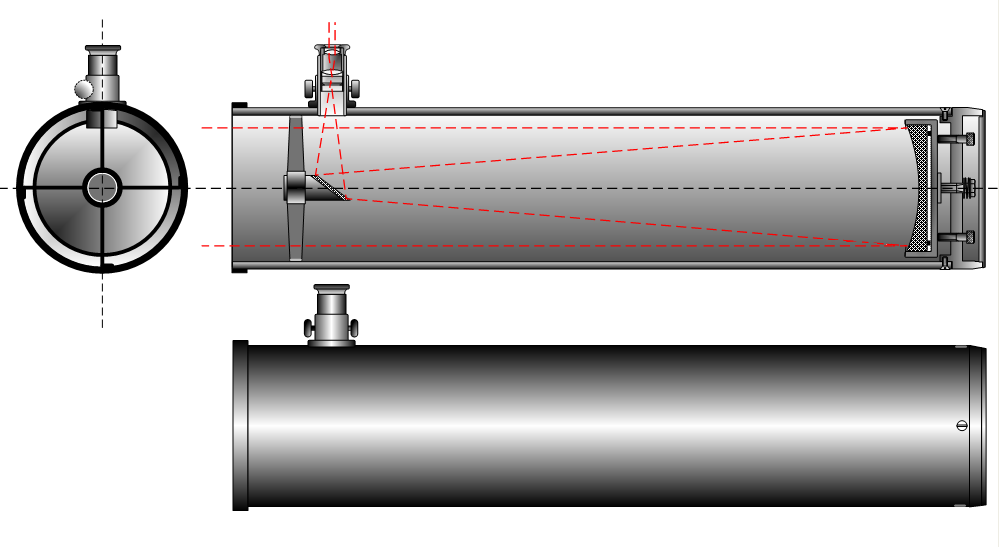
Esquema newtoniano comercial para aficionados